# Kanton Hyères-Est

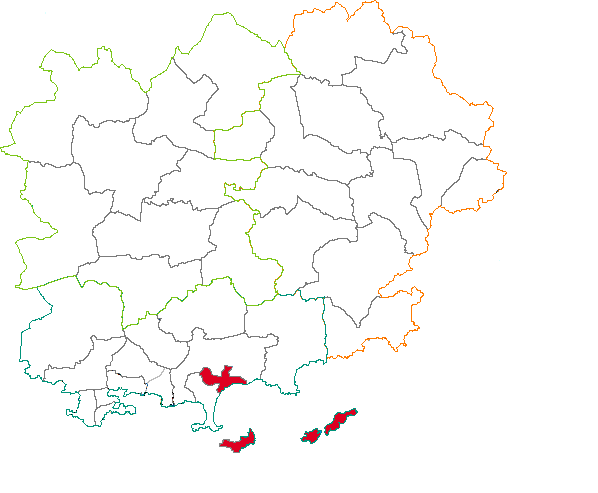
Lage des Wahlkreises

Der Kanton Hyères-Est war von 1997 bis 2015 ein französischer Wahlkreis im Arrondissement Toulon, im Département Var und in der Region Provence-Alpes-Côte d’Azur. Er bestand aus einem Teil der Stadt Hyères. Im Kanton lebten 28.817 Einwohner der Stadt (Stand: 1. Januar 2012).

## Stadtteile
Folgende Quartiere gehörten zum Kanton:
- Porquerolles
- Port-Cros
- Île du Levant
- Hafen
- L'Ayguade
- Les Salins
- Paradis
- Gambetta